# جزیره بحرین
جزیره بحرین (عربی: جزیرة البحرین)، که با نام جزیره اول هم شناخته می‌شود بزرگ‌ترین جزیره در مجمع الجزایر بحرین است که بخش بزرگی از مساحت کشور و بیشتر جمعیت آن را میزبانی می‌کند.

## تقسیمات اداری
جزیره بحرین میان چهار استان عاصمه، جنوبیه، شمالیه و وسطی تقسیم شده‌است.

## نگارخانه

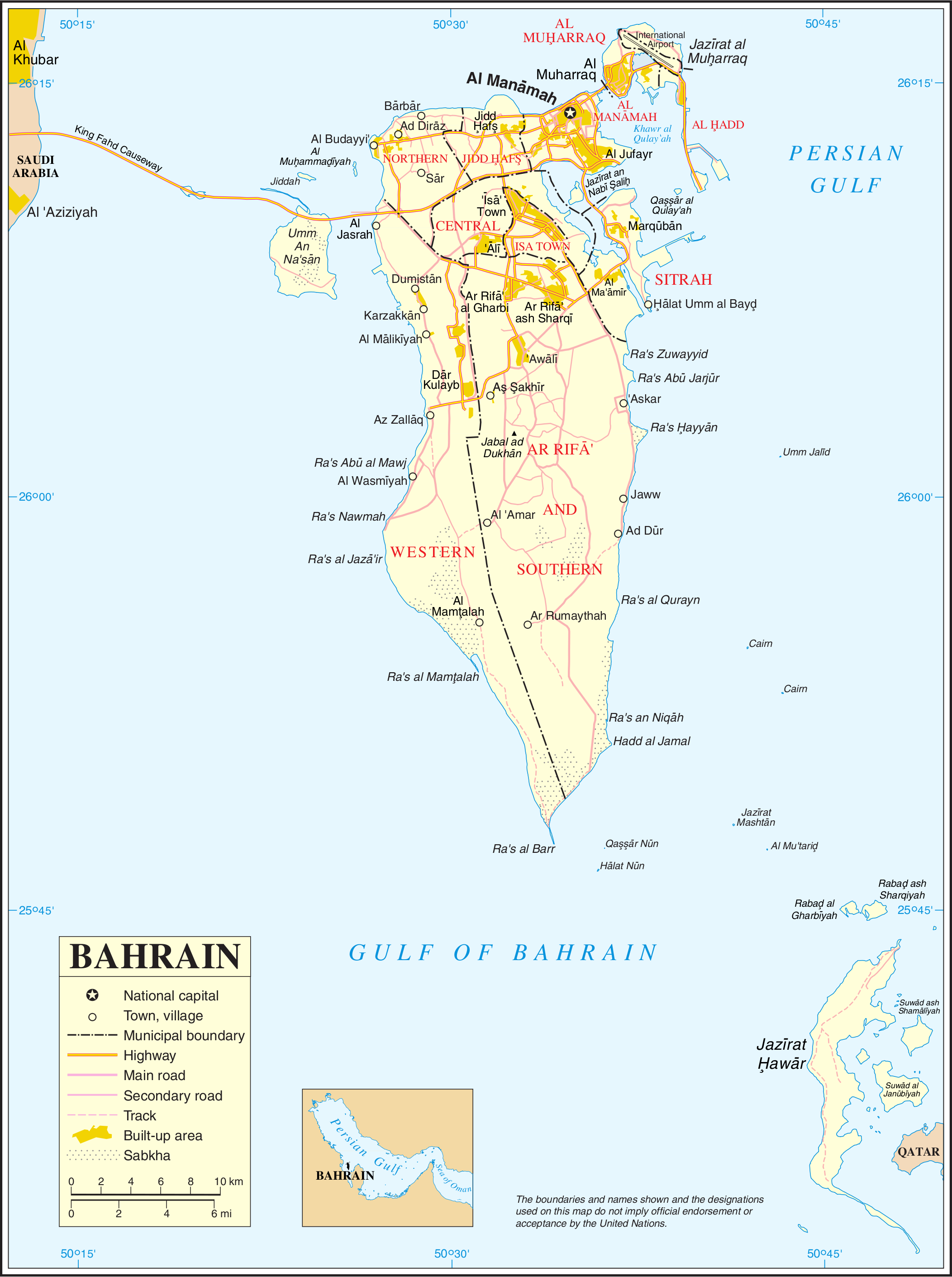
نقشه
نقشه نواحی
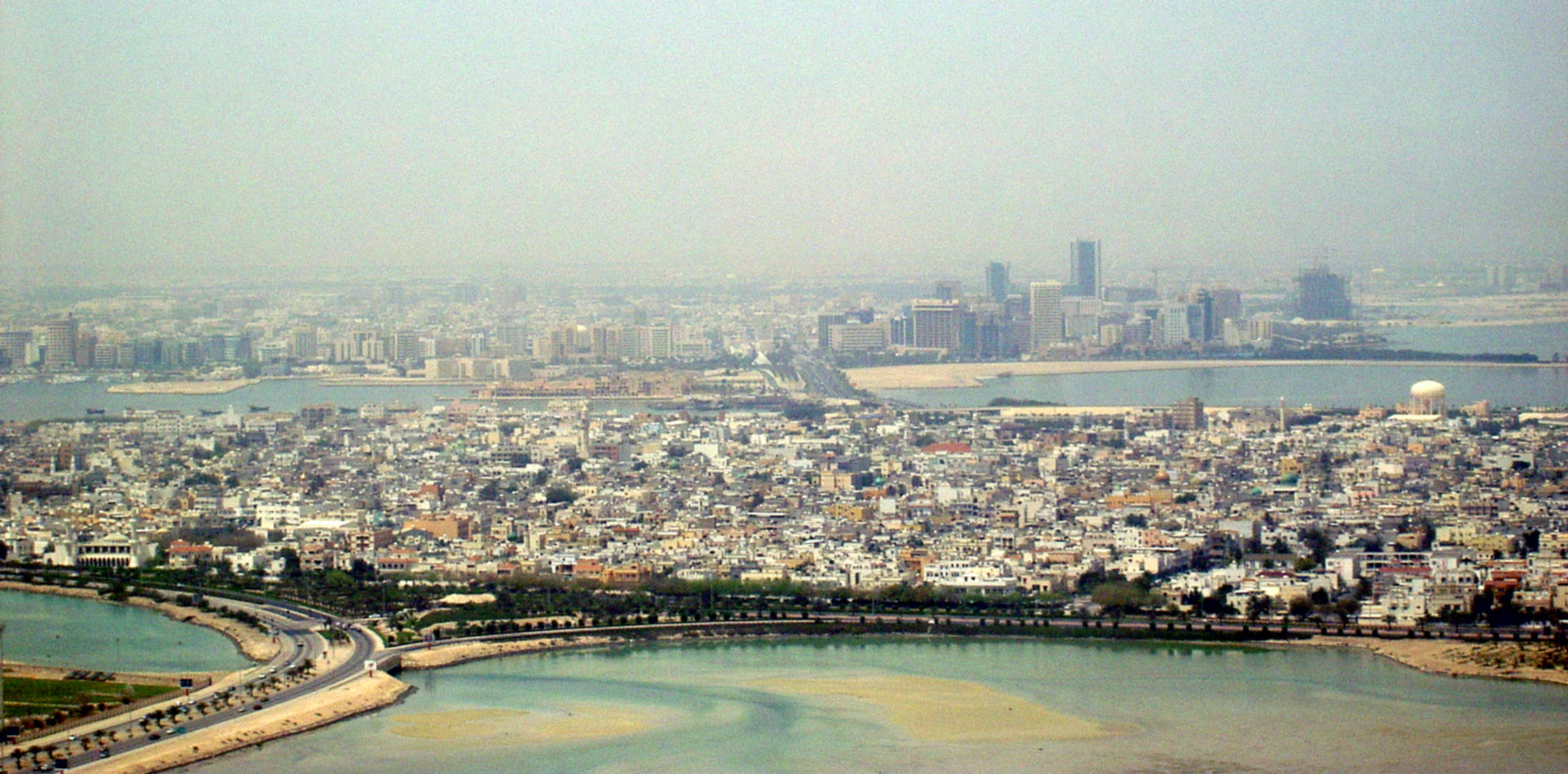
جزیره محرق در جلو و منامه (در جزیره بحرین) در پشت تصویر
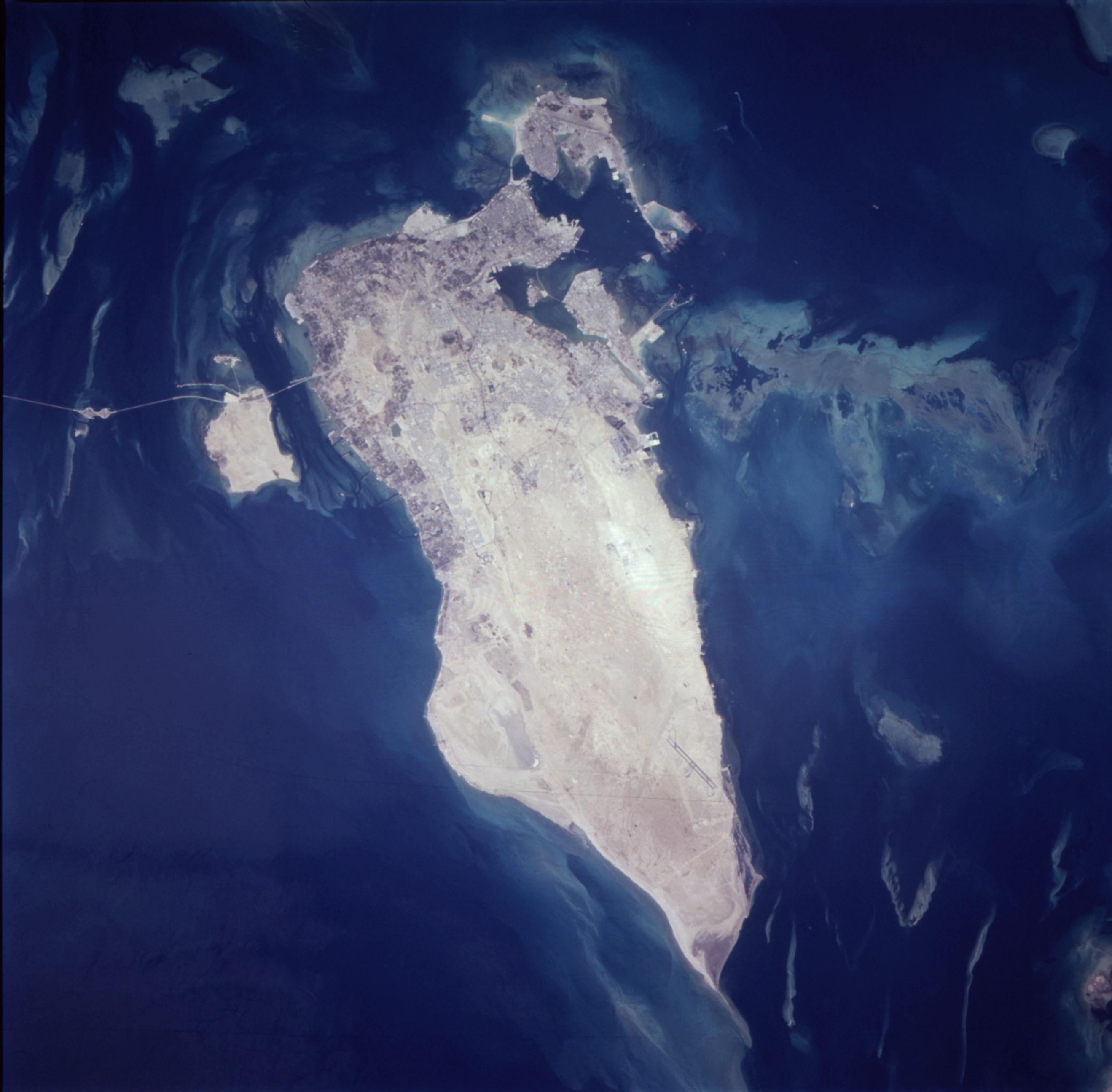
جزیره بحرین (در میانه) از فضا